# Allodessus megacephalus
Allodessus megacephalus is een keversoort uit de familie waterroofkevers (Dytiscidae). De wetenschappelijke naam van de soort is voor het eerst geldig gepubliceerd in 1931 door Gschwendtner.